# Каррітак (округ, Північна Кароліна)
Шаблон:StateAbbr_ 36°22′ пн. ш. 75°56′ зх. д. / 36.36° пн. ш. 75.94° зх. д.
Округ Каррітак (англ. Currituck County) — округ (графство) у штаті Північна Кароліна, США. Ідентифікатор округу 37053.

## Демографія
За даними перепису
2000 року
загальне населення округу становило 18190 осіб, усе сільське.
Серед мешканців округу чоловіків було 9032, а жінок — 9158. В окрузі було 6902 домогосподарства, 5203 родин, які мешкали в 10687 будинках.
Середній розмір родини становив 2,98.
Віковий розподіл населення поданий у таблиці:
| Стать    | До 15 років | 15-21 | 22-29 | 30-39 | 40-49 | 50-65 | 65-85 | Понад 85 |
| -------- | ----------- | ----- | ----- | ----- | ----- | ----- | ----- | -------- |
| Чоловіки | 1930        | 781   | 740   | 1394  | 1588  | 1623  | 911   | 65       |
| Жінки    | 1854        | 735   | 771   | 1487  | 1488  | 1613  | 1073  | 137      |

## Виноски
1. ↑  U.S. Decennial Census. Census.gov. Архів оригіналу за 26 квітня 2015. Процитовано 18 жовтня 2013.
2. ↑  State & County QuickFacts. United States Census Bureau. Архів оригіналу за 6 червня 2011. Процитовано 18 жовтня 2013.(англ.) Наведено за англійською вікіпедією.
3. ↑  American FactFinder. Бюро перепису населення США. Архів оригіналу за 29 липня 2011. Процитовано 31 січня 2008.

| США | Це незавершена стаття з географії США. Ви можете допомогти проєкту, виправивши або дописавши її. |